# 1349 (gruppo musicale)
I 1349 sono un gruppo musicale black metal norvegese, caratterizzati da ritmi molto marcati e veloci.
La musica della band può essere considerata un'evoluzione della seconda ondata del black metal norvegese. Per questo motivo, lo stile musicale della band viene talvolta paragonato a quello di Gorgoroth, Immortal, Marduk e Mayhem, e la loro musica è considerata più violenta di quella di gran parte delle band black metal.
Il nome, 1349, deriva dall'anno nel quale la peste nera raggiunse la Norvegia.

## Storia

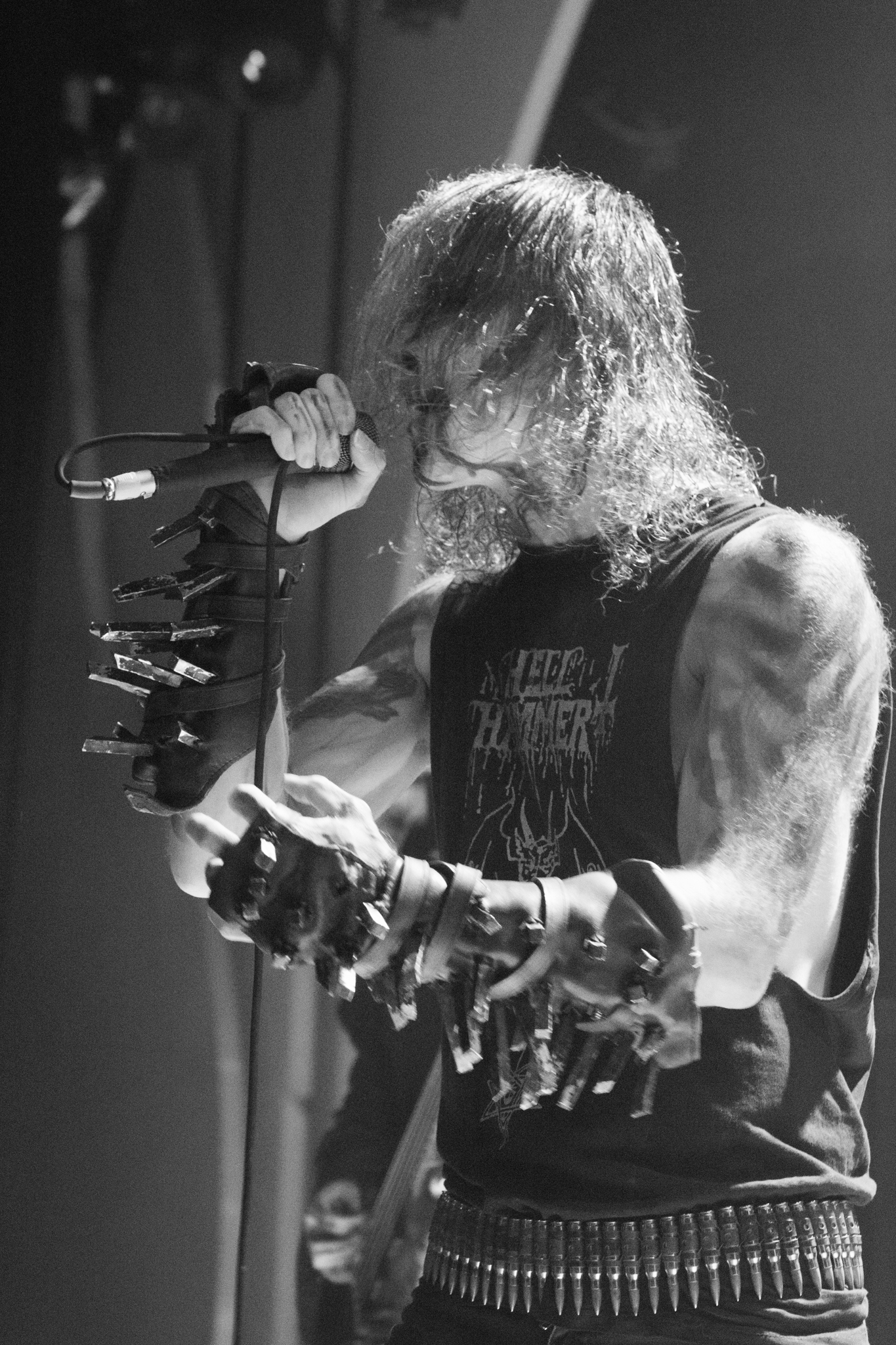
Olav Bergene al 70000 Tons of Metal 2015

1349 nasce dal precedente progetto "Alvheim" con Ravn (voce e batteria), Tjalve (chitarra), Seidemann (basso) e Balfori (chitarra). Il batterista, Frost, è membro dei Satyricon.
Il gruppo registrò una demo nel 1998, ma subito dopo Balfori lasciò la band.
Nel 1999 venne registrata la demo Chaos Preferred. La band necessitava però di un nuovo chitarrista, che venne trovato in Archaon, la cui tecnica e velocità diedero nuova brutalità allo stile della band.
Nel 2000, i 1349 decisero di registrare il nuovo materiale a loro disposizione, e perciò chiesero a Frost (batterista del gruppo black metal Satyricon) di registrare per loro le parti di batteria, che richiedevano grande velocità. Frost fu successivamente così impressionato dal materiale che chiese di rimanere nei 1349 come membro permanente. Holycaust Records offrì loro un contratto e nel 2001 pubblicarono l'EP 1349. Nello stesso anno la band cominciò la produzione del suo primo album, Liberation, poi pubblicato nel 2003. In quell'anno i 1349 raccolsero i frutti del loro lavoro: il loro album di debutto diede un'ottima impressione a tutta la critica e vennero da molti considerati come il futuro del Black Metal. Suonarono dal vivo all'Inferno Festival e al With Full Force Festival, insieme a band del calibro di Zyklon, My Dying Bride e Moonspell.
Di ritorno dal tour, la band entrò negli studi di Nyhagen per registrare un nuovo disco dal titolo  Beyond the Apocalypse, pubblicato da Candlelight Records nell'aprile del 2004.
Hellfire, terzo album della band, registrato nel 2005, è riconosciuto come l'album più potente tra le loro precedenti realizzazioni.
Nel 2006 Tjalve ha lasciato la band, e come supporto in tour da allora lo sostituisce Teloch. Frost continua la sua esperienza con i 1349 ma solo in studio (in tour è sostituito dal batterista Tony Laureano, ex Nile e attuale componente dei Dimmu Borgir).
Nel 2009 pubblicano il loro quarto album in studio: Revelations of the Black Flame che rispetto ai primi tre album mostra un notevole rallentamento nei tempi, discostandosi dal classico black metal.
Nel 2010 pubblicano il loro quinto album in studio, Demonoir. Le sonorità si allontanano molto da quelle raggiunte con Hellfire, ma segnano un ritorno verso il black metal rispetto al precedente album.

## Formazione

### Formazione attuale
- Olav Ravn Bergene – voce (dal 1997, batteria fino al 2000)
- Idar Archaon Burheim – chitarra, voce secondaria (dal 1999)
- Tor Risdal Seidemann Stavenes – basso elettrico (dal 1997)
- Kjetil-Vidar Frost Haraldstad – batteria (dal 2000)

### Ex componenti
- Lars Balfori Larsen – chitarra (1997-1998)
- André Tjalve Kvebek – chitarra (1997-2006)

### Turnisti

#### Nei concerti, attuali
- Tony Secthdamon Ingebrigtsen – chitarra (2009, 2016-presente)
- Nils Fjellström – batteria (2018-presente)

#### Nei concerti, ex turnisti
- Tony Laureano – batteria (2006, 2007)
- Morten Teloch Bergeton – chitarra (2006-2007)
- Mads Hardcore Guldbekkhei – batteria (2007-2008)
- Thor Anders Destructhor Myhren – chitarra (2008, 2015)
- Morten Müller – basso (2009)
- Jon The Charn Rice – batteria (2012)
- Sondre Drangsland – batteria (2014)

## Discografia

### Album in studio
- 2003 – Liberation
- 2004 – Beyond the Apocalypse
- 2005 – Hellfire
- 2009 – Revelations of the Black Flame
- 2010 – Demonoir
- 2014 – Massive Cauldron of Chaos
- 2019 – The Infernal Pathway

### Demo
- 1998 – Demo 1998
- 1999 – Chaos Preferred

### EP
- 2001 – 1349
- 2019 – Dødskamp
- 2019 – Through Eyes of Stone

### Singoli
- 2014 – Slaves
- 2014 – Tornado

### Box set
- 2014 – The Candlelight Years

### Album live
- 2009 – Maggot Fetus... Teeth Like Thorns

## Videografia

### DVD
- 2011 – Hellvetia Fire: The Official 1349 Bootleg (registrato nel 2005 al Bikini Test La chaux De Fonds, Svizzera, ospite speciale Tom G. Warrior)[2]